# District de Vranov nad Topľou
Le district de Vranov nad Topľou est l'un des 79 districts de Slovaquie dans la région de Prešov.

## Démographie

### Évolution de la population
| Année:               | 1994.  | 2004.   | 2014.   | 2024.   |
| -------------------- | ------ | ------- | ------- | ------- |
| Nombre de personnes: | 73 492 | 77 591  | 80 508  | 79 395  |
| Différence:          |        | +5,57 % | +3,75 % | -1,38 % |

| Année:               | 2023.  | 2024.   |
| -------------------- | ------ | ------- |
| Nombre de personnes: | 79 295 | 79 395  |
| Différence:          |        | +0,12 % |

## Liste des communes
Source :

### Villes
- Vranov nad Topľou
- Hanušovce nad Topľou

### Villages
Babie | Banské | Benkovce | Bystré | Cabov | Čaklov | Čičava | Čierne nad Topľou | Ďapalovce | Davidov | Detrík | Dlhé Klčovo | Ďurďoš | Giglovce | Girovce | Hencovce | Hermanovce nad Topľou | Hlinné | Holčíkovce | Jasenovce | Jastrabie nad Topľou | Juskova Voľa | Kamenná Poruba | Kladzany | Komárany | Kučín | Kvakovce | Majerovce | Malá Domaša | Matiaška | Medzianky | Merník | Michalok | Nižný Hrabovec | Nižný Hrušov | Nižný Kručov | Nová Kelča | Ondavské Matiašovce | Pavlovce | Petkovce | Petrovce | Piskorovce | Poša | Prosačov | Radvanovce | Rafajovce | Remeniny | Rudlov | Ruská Voľa | Sačurov | Sečovská Polianka | Sedliská | Skrabské | Slovenská Kajňa | Soľ | Štefanovce | Tovarné | Tovarnianska Polianka | Vavrinec | Vechec | Vlača | Vyšný Kazimír | Vyšný Žipov | Zámutov | Zlatník | Žalobín